# Prichsenstadt
Prichsenstadt – miasto w Niemczech, w kraju związkowym Bawaria, w rejencji Dolna Frankonia, w regionie Würzburg, w powiecie Kitzingen. Leży w Steigerwaldzie, ok. 15 km na północny wschód od Kitzingen, przy drodze B286 i linii kolejowej Schweinfurt - Kitzingen.

## Dzielnice
W skład miasta wchodzą następujące dzielnice: 
- Altenschönbach
- Bimbach
- Brünnau
- Järkendorf
- Kirchschönbach
- Laub
- Neudorf
- Neuses am Sand
- Prichsenstadt
- Stadelschwarzach

## Zabytki i atrakcje
- Muzeum Skamieniałości i Minerałów (Fossilien- und Mineralien-Museum)
- ratusz
- brama miejska
- zajazd zur Schmiede
- zbór ewangelicki
- późnobarokowy zamek (1703)

## Osoby urodzone w Prichsenstadt
- Friedrich Funk - polityk
- Michael Glos - polityk